# Michaelisfriedhof (Braunschweig)

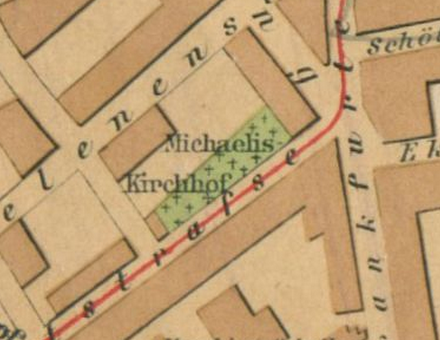
Karte von 1914

Der Michaelisfriedhof in Braunschweig war ein evangelisch-lutherischer Friedhof an der Hugo-Luther-Straße im Westlichen Ringgebiet. Der Friedhof wurde 1775 angelegt und bestand bis in das 20. Jahrhundert. Heute ist die Anlage mit öffentlichen Einrichtungen überbaut.

## Geschichte
Den Michaelisfriedhof legte die Gemeinde St. Michaelis 1775 an der Nordseite der Hugo-Luther-Straße (früher zunächst Wolfskamp, später Weststraße)  an. Da die Michaeliskirche als die Armenkirche Braunschweigs galt, wurden auf dem Friedhof arme Menschen, aber auch von der Gesellschaft ausgestoßene Menschen, wie Verbrecher, Prostituierte und Selbstmörder begraben. Der Michaelisfriedhof entstand, als die mittelalterlichen Kirchen der Altstadt Braunschweigs im 17. und 18. Jahrhundert damit begannen, ihre Friedhöfe aus dem Stadtinneren vor die Stadttore zu verlagern.
Mit der Einweihung des Braunschweiger Zentralfriedhofs (der heutige Hauptfriedhof) am 1. Oktober 1887 wurden die alten dezentralen Friedhöfe nicht mehr benötigt und nach und nach geschlossen. Nachdem die Ruherechte auf dem Michaelisfriedhof im 20. Jahrhundert erloschen waren, wurde er nicht wie andere Friedhöfe als Grünanlage erhalten, sondern bebaut. Die Michaelisgemeinde errichtete hier ihr Pfarramt 1 (Hugo-Luther-Straße 60A). Heute befindet sich in diesem ehemaligen Pfarrhaus ein Quartierszentrum. Es beherbergt die „Evangelische Kirche im westlichen Ringgebiet“, in der die Gemeinden St. Michaelis, St. Martini und die Auferstehungskirche Gartenstadt auf kirchlicher und diakonischer Ebene zusammenarbeiten, das Mütterzentrum Braunschweig, das Mehrgenerationenhaus und das Stadtteilbüro Plankontor. Das Mehrgenerationenhaus wurde am 2. Juli 2004 durch die damalige niedersächsische Sozialministerin Ursula von der Leyen eröffnet.
1949 stiftete die schwedische Hilfsorganisation Rettet die Kinder (Rädda Barnen) der Stadt Braunschweig ein Kinderheim. Dieses wurde auf der Ostseite des ehemaligen Friedhofs errichtet und am 23. September 1949 übergeben und trägt heute den Namen Schwedenheim und ist eine Kindertagesstätte und Kinder- und Familienzentrum. In der Festschrift hieß es: „Um die Wunden zu heilen, die der große Weltenbrand geschlagen hat“.
Von der ursprünglichen Friedhofsanlage hat sich fast nichts erhalten. Vor dem Quartierszentrum in der Hugo-Luther-Straße 60A wurde ein aufwändig gestalteter Grabstein zum Gedenken an den Friedhof aufgestellt.

## Bekannte Bestattete
- Wilhelm Bode (1812–1883), deutscher Richter und Politiker
- Johann Heinrich Stobwasser (1740–1829), deutscher Lackwarenfabrikant. Sein Enkel G. Stobwasser ließ 1882 auf seinem Grabstein eine Bronzebüste für ihn aufstellen.
- Johann Heinrich Wilmerding (1749–1828), deutscher Jurist und Politiker, Bürgermeister und Stadtdirektor der Stadt Braunschweig